# Brightest Blue
| Совокупная оценка | Совокупная оценка |
| Источник          | Оценка            |
| ----------------- | ----------------- |
| Album of the Year | 67/100            |
| AnyDecentMusic?   | 6.6/10            |
| Metacritic        | 74/100            |
| Оценки критиков   |                   |
| Источник          | Оценка            |
| AllMusic          | [ 5 ]             |
| musicOMH          | [ 6 ]             |
| Slant             | [ 7 ]             |

Brightest Blue — четвёртый студийный альбом английской певицы Элли Голдинг, вышедший 17 июля 2020 года на лейбле Polydor Records. Он был записан в 2017—2020 годах и стал первым за пять лет новым альбомом певицы. Первоначально намеченный на 5 июня выход был отложен из-за пандемии COVID-19. Альбом взошёл на № 1 в британском хит-параде UK Albums Chart, став третьим для Голдинг лидером хит-парада Соединенного Королевства.
В записи принимали участие Diplo, Juice Wrld, Blackbear,   Lauv, serpentwithfeet и Swae Lee.

## История
27 мая 2020 года Голдинг анонсировала выход Brightest Blue, его обложку, название даты релиза и форматы, список треков.
Первоначально выход альбома планировался на 5 июня 2020 года, но позднее он был отложен сначала до 12 июня, а потом до 17 июля. 13 июля вышел трейлер на канале YouTube. В поддержку альбома запланирован тур, который должен начаться в апреле 2021 года под названием Brightest Blue Tour.
Альбом получил положительные и умеренные отзывы музыкальных критиков и изданий. Сайт Metacritic дал общую оценку в 74 балла, основываясь на 11 рецензиях.
Альбом достиг первого места британского чарта UK Albums Chart с тиражом 14,820 единиц, став третьим для Голдинг лидером хит-парада Соединенного КоролевстваUK Singles Chart.

## Список композиций
По данным Apple Music и Tidal.
| №                   | Название                              | Автор(ы)                                                                                            | Продюсер(ы)                | Длительность |
| ------------------- | ------------------------------------- | --------------------------------------------------------------------------------------------------- | -------------------------- | ------------ |
| 1.                  | «Start» (при участии serpentwithfeet) | Elena Goulding Joseph Kearns Maxwell Cooke Jonathan Josiah Wise                                     | Kearns Cooke Forest Swords | 5:07         |
| 2.                  | «Power»                               | Goulding Jamie Scott Jonathan Coffer David Frank Paich Lucy Taylor Nicholas James Gale Jack Tarrant | Scott Coffer               | 3:11         |
| 3.                  | «How Deep Is Too Deep»                | Goulding Kearns Finlay Dow-Smith                                                                    | Kearns Starsmith           | 3:25         |
| 4.                  | «Cyan»                                | Goulding Kearns Jim Eliot Dow-Smith                                                                 | Kearns Eliot Starsmith     | 0:57         |
| 5.                  | «Love I'm Given»                      | Goulding Kearns Eliot                                                                               | Kearns Eliot Mike Wise     | 3:29         |
| 6.                  | «New Heights»                         | Goulding Patrick Wimberly Kearns Cooke                                                              | Kearns Wimberly            | 4:12         |
| 7.                  | «Ode to Myself»                       | Goulding Kearns                                                                                     | Kearns                     | 1:51         |
| 8.                  | «Woman»                               | Goulding Eli Teplin Tobias Jesso Jr. Christopher Stacey                                             | Kearns Starsmith Teplin    | 3:47         |
| 9.                  | «Tides»                               | Goulding Kearns Dow-Smith                                                                           | Starsmith                  | 3:51         |
| 10.                 | «Wine Drunk»                          | Goulding Kearns                                                                                     | Kearns                     | 0:48         |
| 11.                 | «Bleach»                              | Goulding Kearns                                                                                     | Kearns Wimberly            | 3:17         |
| 12.                 | «Flux»                                | Goulding Kearns Eliot                                                                               | Kearns Cooke               | 3:50         |
| 13.                 | «Brightest Blue»                      | Goulding Kearns Eliot                                                                               | Kearns Eliot               | 4:49         |
| Общая длительность: | Общая длительность:                   | Общая длительность:                                                                                 | Общая длительность:        | 42:34        |

| №                   | Название                                     | Автор(ы) | Продюсеры                                                 | Длительность |
| ------------------- | -------------------------------------------- | --- | --------------------------------------------------------- | ------------ |
| 1.                  | «Overture»                                   | James Wyatt | Wyatt Kearns                                              | 1:17         |
| 2.                  | «Worry About Me» (при участии Blackbear)     | Goulding Savan Kotecha Ilya Salmanzadeh Peter Svensson Matthew Musto                                           | Ilya                                                      | 2:59         |
| 3.                  | «Slow Grenade» (при участии Lauv)            | Goulding Kearns Ari Leff Brett McLaughlin Oscar Gorres                                                         | Kearns OzGo                                               | 3:37         |
| 4.                  | «Close to Me» (с Diplo при участии Swae Lee) | Goulding Thomas Wesley Pentz Kotecha Salmanzadeh Svensson Khalif Brown                                         | Diplo Ilya Wll Grands [a] Alvaro [a]                      | 3:02         |
| 5.                  | «Hate Me» (с Juice WRLD)                     | Goulding Brittany Hazzard Andrew Wotman Stefan Johnson Jordan Johnson Marcus Lomax Jason Evigan Jarrad Higgins | Watt The Monsters and the Strangerz Evigan Gian Stone [b] | 3:06         |
| Общая длительность: | Общая длительность:                          | Общая длительность:                                                                                            | Общая длительность:                                       | 14:01        |

| №                   | Название            | Автор(ы)                                | Producer(s)                   | Длительность |
| ------------------- | ------------------- | --------------------------------------- | ----------------------------- | ------------ |
| 6.                  | «Sixteen»           | Goulding Kearns Rachel Keen Fred Gibson | Wise Fred Ian Kirkpatrick [a] | 3:21         |
| Общая длительность: | Общая длительность: | Общая длительность:                     | Общая длительность:           | 17:22        |

### Замечания
- ↑  дополнительный продюсер
- ↑  продюсер по вокалу
- «Power» с элементами «Be the One», исполненной Dua Lipa и написанной Lucy Taylor, Nicholas James Gale и Jack Tarrant[20][21]

## Чарты

### Еженедельные чарты
| Чарт (2020)                        | Высшая позиция |
| ---------------------------------- | -------------- |
| Австралия (ARIA)                   | 25             |
| Бельгия/Фландрия (Ultratop)        | 17             |
| Бельгия/Валлония (Ultratop)        | 37             |
| Чехия (ČNS IFPI)                   | 58             |
| Нидерланды (Album Top 100)         | 94             |
| Франция (SNEP)                     | 101            |
| Германия (Offizielle Top 100)      | 12             |
| Ирландия (Irish Albums Chart)      | 9              |
| Италия (FIMI)                      | 86             |
| Новая Зеландия (Recorded Music NZ) | 19             |
| Норвегия (VG-lista)                | 30             |
| Шотландия (Scottish Albums Chart)  | 2              |
| Великобритания (UK Albums Chart)   | 1              |
| США (Billboard 200)                | 29             |

## История релиза
| Регион | Дата            | Формат                                            | Лейбл                 | Ссылка               |
| ------ | --------------- | ------------------------------------------------- | --------------------- | -------------------- |
| Разные | 17 июля 2020    | Бокс-сет кассеты CD цифровые загрузки LP стриминг | Polydor               | [ 15 ] [ 36 ] [ 37 ] |
| Япония | 19 августа 2020 | CD                                                | Universal Music Japan | [ 38 ]               |